# ARM Holdings

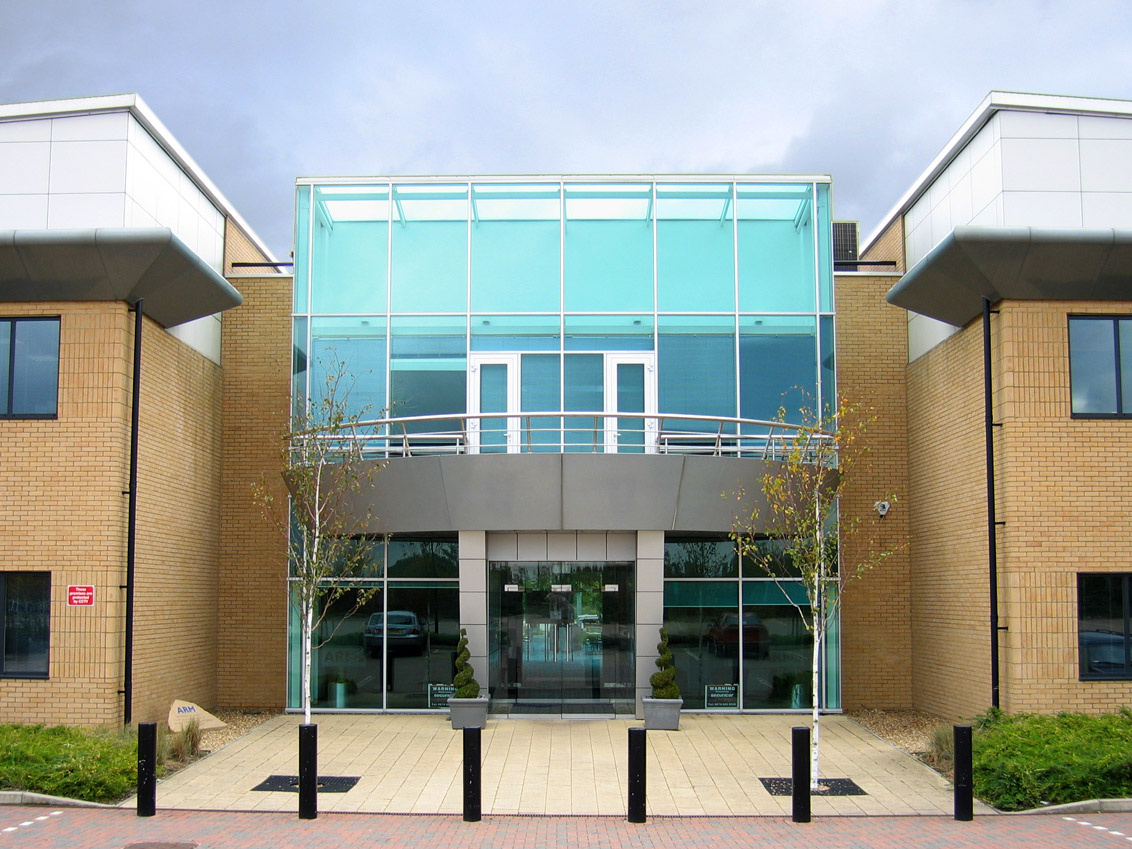
En av ARM:s byggnader i Cambridge

ARM Holdings är ett brittiskt elektronikföretag, som utvecklar mikroprocessorer av RISC-typ. ARM ägs av det japanska telefoni- och riskkapitalföretaget Softbank Group. Utvecklingen är utspridd över hela världen och delar av den görs i ARMs svenska kontor i Lund. 
ARM utvecklar en 32- och 64-bitars RISC-arkitektur. Den gick tidigare under namnet Advanced RISC Machine och innan dess Acorn RISC Machine. ARM-arkitekturen är den mest spridda 32-bitars RISC-arkitekturen och är implementerad i många mikroprocessorer och mikrokontroller för inbäddade system. 
ARM utvecklar även grafikprocessorer samt AI chip, främst för mobiltelefoner, tv-apparater och bilar. 
ARM grundades 1990 under namnet "Advanced RISC Machines Ltd" som ett samriskföretag av Acorn Computers, Apple Computer och VLSI Technology.
År 2016 köpte det japanska Softbank Group ARM Holdings för cirka 24 miljarder pund (motsvarande 31 miljarder dollar) och avnoterade det från Londonbörsen. ARM har därefter gått med förlust. I juli 2020 kom rapporter om att Softbank undersökte möjligheterna att hitta nya ägare till ARM (eller börsnotera bolaget) och i september 2020 informerade amerikanska Nvidia om (ett av myndigheterna villkorat) köp av ARM Holdings för cirka 40 miljarder dollar fördelat på bland annat Nvidia-aktier och kontanter. År 2022 övergav Nvidia sina planer om förvärv vilket ledde Softbank till att påbörja processen till börsnotering. "Vi kommer att ta tillfället i akt och börja förbereda oss för att notera Arm och göra ytterligare framsteg." sa Softbanks vd Masayoshi Son. Nvidia står även skyldiga att betala en upplösningsavgift på 1,25 miljarder euro på grund av avtalet som tecknats mellan NVIDIA och Arm-ägaren SoftBank.